# Dalbergia uarandensis
Dalbergia uarandensis là một loài thực vật có hoa trong họ Đậu. Loài này được (Chiov.) Thulin miêu tả khoa học đầu tiên.